# Желудев, Грег
Грег Желудев (24 марта 1990, Сидней, Австралия) — австралийский регбист, легкоатлет. Серебряный призер чемпионата мира среди юниоров (U-20), участник Мировой серии по регби-7, победитель Shute Shield в составе команды Сиднейского университета.
Чемпион Sydney’s GPS Schools в беге на 100 метров. Личный рекорд — 10,91.
Рост — 179 см, вес — 87 кг.
Окончил Королевскую школу. Учится на факультете гуманитарных и естественных наук Сиднейского университета.
Православный. Семья — потомки эмигрантов из России. Братья — Лоренс, Адриан .